# Zhroucení obchodního domu Sampoong
K částečnému zhroucení obchodního domu Sampoong došlo dne 29. června 1995 v Soulu, ve čtvrti Sočcho-gu a jde o dosud největší katastrofu způsobenou člověkem v Jižní Koreji. Severní křídlo pětipatrové budovy se zřítilo během několika sekund. Při katastrofě zahynulo 502 lidí, dalších 937 osob utrpělo zranění, z nichž některá byla vážná, a šest osob bylo nakonec prohlášeno za nezvěstné. Při pozdějším vyšetřování bylo zjištěno, že příčinou zřícení bylo použití nevhodných stavebních materiálů, nedodržování stavebních předpisů a v konečném důsledku chybně zvolená konstrukce. Ke kolapsu nepřímo přispěla také nedbalá kontrola stavebního úřadu a korupce.

## Historie a časová osa událostí

### Počátky, plány a výstavba
Jižní Korea, která se v 50. letech 20. století vzpamatovala z korejské války a téměř celá země byla naprosto zdevastovaná, se obnovovala závratnou rychlostí – a celkem úspěšně. Na začátku 80. let bylo hlavní město Soul vybráno jako místo konání letních olympijských her v roce 1988.
Zatímco v zahraničí byly jihokorejské firmy známé svou vysokou kvalitou, doma často chyběly stavební standardy a dohled. Částečně je to důsledek období rychlého poválečného růstu, kdy mnoho firem přijalo postup „postav teď, opravuj později“, aby se země co nejrychleji rozvíjela.
V roce 1987 zahájila společnost Sampoong Group výstavbu na pozemku o rozloze přibližně jednoho kilometru čtverečního, bývalé skládky. Původně zde měl být postaven čtyřpodlažní rezidenční či kancelářský komplex. Předseda představenstva a později majitel společnosti I Čun během navrhování změnil své původní plány a zatoužil po luxusním obchodním a zábavním centru, načež se rozhodl přistavět ještě jedno patro navíc. Když zhotovitel odmítl tyto změny bez větších úprav (resp. zesílené konstrukce) provést, protože by mohly narušit statiku budovy, smlouva s ním byla rozvázána. I Čun posléze najal vlastní stavební firmu, která práce navzdory varování dokončila, a sice roku 1989.
Na čtyřpodlažní budovu bylo přistavěno páté patro, v němž se mělo původně nacházet kluziště pro kolečkové brusle nebo obchod s dětským zbožím, ale nakonec bylo využilo pro osm restaurací. V tradičních korejských restauracích musí být umožněno, aby hosté mohli sedět na zemi. Z tohoto důvodu bylo na betonovou desku pátého podlaží dodatečně položeno a zalito podlahové vytápění, což ještě zvýšilo už tak překročené zatížení konstrukce. Kromě toho byla klimatizace budovy vylepšena systémem na střeše, který měl být původně instalován v suterénu a který nakonec několikanásobně překročil vypočtenou mezní hodnotu zatížení.
Když bylo v prosinci 1989 centrum Sampoong předběžně otevřeno nic netušící veřejnosti, setkalo se s velkým ohlasem. Denně zde nakupovalo odhadem až 40 tisíc lidí z okolních bohatých čtvrtí. Od okamžiku otevření se ale obchodní dům Sampoong začal pomalu rozpadat. Nevysvětlitelné vibrace a voda vytékající ze stropu byly jedněmi z prvních příznaků nebezpečí, ale vedení obchodního domu v čele s I Čunem se o bezpečnost svých zákazníků příliš nezajímalo.

#### Konstrukce

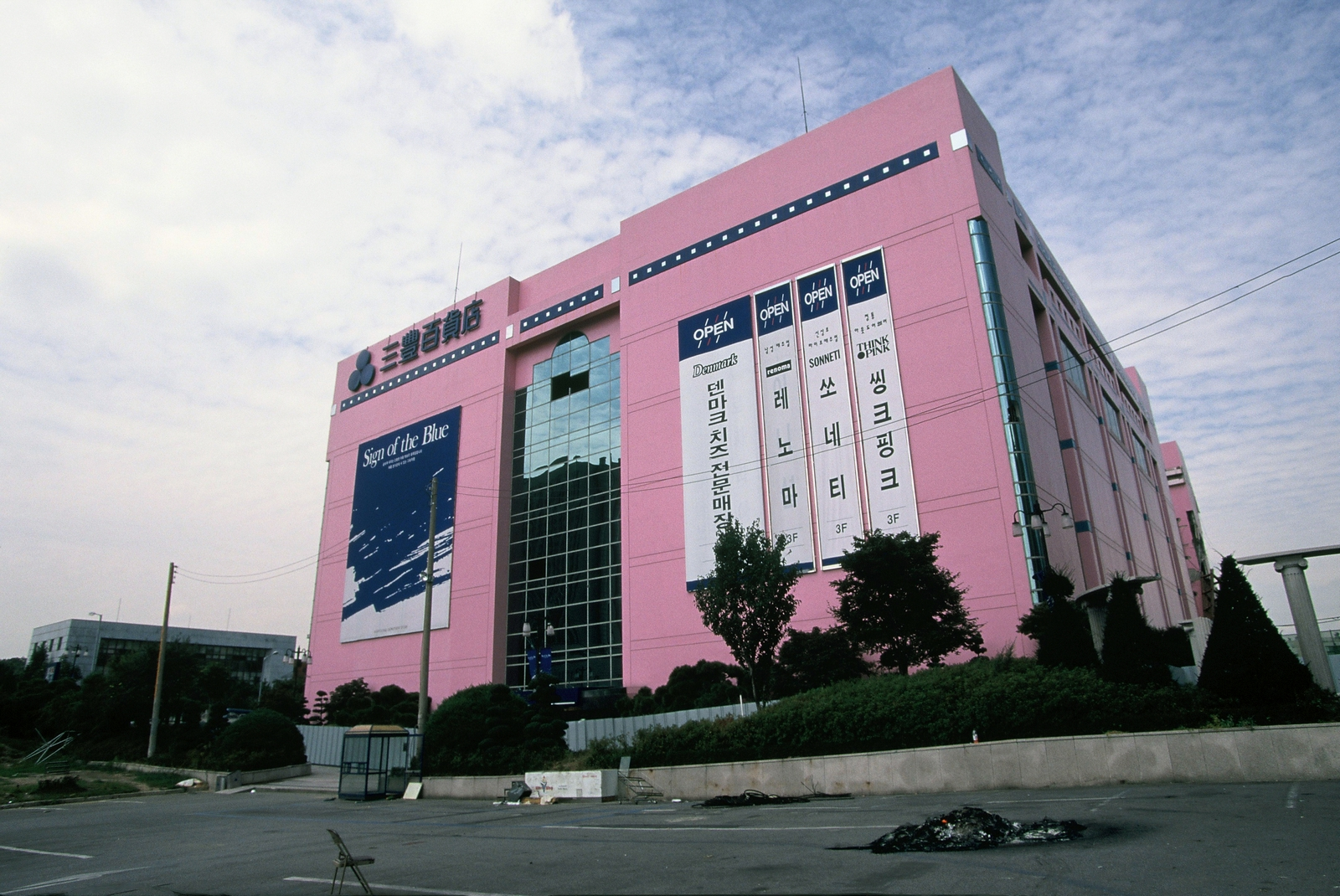
Obchodním dům Sampoong před tragédií

Centrum se skládalo ze dvou bloků, severního (A) a jižního křídla (B), s atriem uprostřed mezi nimi. Budova zabírala plochu 29 000 m² a tyčila se do výšky 27,6 metrů. Postavena byla technologií lokálně podepřených desek, což byla běžná technologie pro vícepatrové budovy. Stropní železobetonové desky byly uloženy na betonových sloupech, které jsou zesíleny ocelovými tyčemi. Další ocelové tyče zesilují samotné podlahové/stropní desky. Šlo o vyztuženou železobetonovou konstrukci. Budova měla konečných pět nadzemních podlaží a čtyři suterénní podlaží, ve kterých se nacházelo parkoviště pro automobily a technické místnosti. Sportovní a rekreační zařízení byla soustředěna v jižním křídle, nákupní centrum v severním křídle. Fasáda budovy byla natřena na růžovo a nesla výrazné modrobílé nápisy a reklamy.

### Pokračující náznaky zkázy
V roce 1994 byl finanční sektor, který se nacházel v prvním patře naproti sportovnímu centru, přemístěn do přízemí a na jeho místě bylo 5. ledna 1994 otevřeno knihkupectví. Kvůli váze obrovského množství knih se ve vestibulu sportovního centra začaly objevovat praskliny, které se postupně rozšiřovaly. Knihkupectví bylo nakonec 3. března 1995 uzavřeno, ale to nezabránilo tomu, aby se trhliny v knihovně prohlubovaly. V dubnu 1995, dva měsíce před kolapsem, se na pátém patře severního křídla objevily praskliny na stropě. Vedení na to reagovalo přesunem obchodů z tohoto patra do suterénu. Několik dní před kolapsem bylo nutné opravit drobnou poruchu na plynovém potrubí.

### Kolaps
V osudný den ráno, 29. června 1995, se počet trhlin na pátém patře dramaticky zvýšil. Zaměstnanci informují vedení obchodního domů o pokřivených stropech a padající omítce ležící na podlaze restaurace. Přibližně ve stejnou dobu byl ve čtvrtém patře zjištěn únik vody doprovázený vibracemi. V poledne, zhruba pět hodin před zřícením, se z horních pater ozval první z několika varovných zvuků praskání, neboť vibrace z klimatizačního zařízení trhliny ještě více rozšířily. Po inspekci vedení dotčenou restauraci na pátém podlaží uzavřelo a klimatizaci raději z bezpečnostních důvodů vypnulo, přestože si lidé zanedlouho stěžovali na vysoké teploty a těžký vzduch. Zákazníkům je klamně oznámeno, že se klimatizace opravuje a bude tak po zbytek dne mimo provoz. Na mimořádné schůzi, asi v 16:00 hodin (dvě hodiny před kolapsem), jíž se zúčastnilo pravděpodobně až 11 vedoucích pracovníků včetně předsedy I Čuna, se majitelé obchodního domu dohodli s odborníky na tom, že krizi lze zvládnout průběžnými opravami bez uzavření obchodního centra, ačkoli věděli, že situace je vážná. I Čun si nepřál budovu uzavřít a nařídit tak evakuaci, protože byl počet zákazníků neobvykle vysoký, čímž by mohlo dojít ke ztrátě potenciálně velkého zisku z prodeje. V 17:40, necelých 20 minut před zřícením, přišel do zasedací místnosti telefonát s informací, že se situace dramaticky zhoršuje. Budova se začala nebezpečně naklánět, některé místnosti v ní bortit a všude okolo byl cítit plyn. Podle některých mediálních zdrojů vedení proto urychleně budovu opustilo, ale zaměstnanci ani zákazníci nebyli o hrozícím nebezpečí informováni.

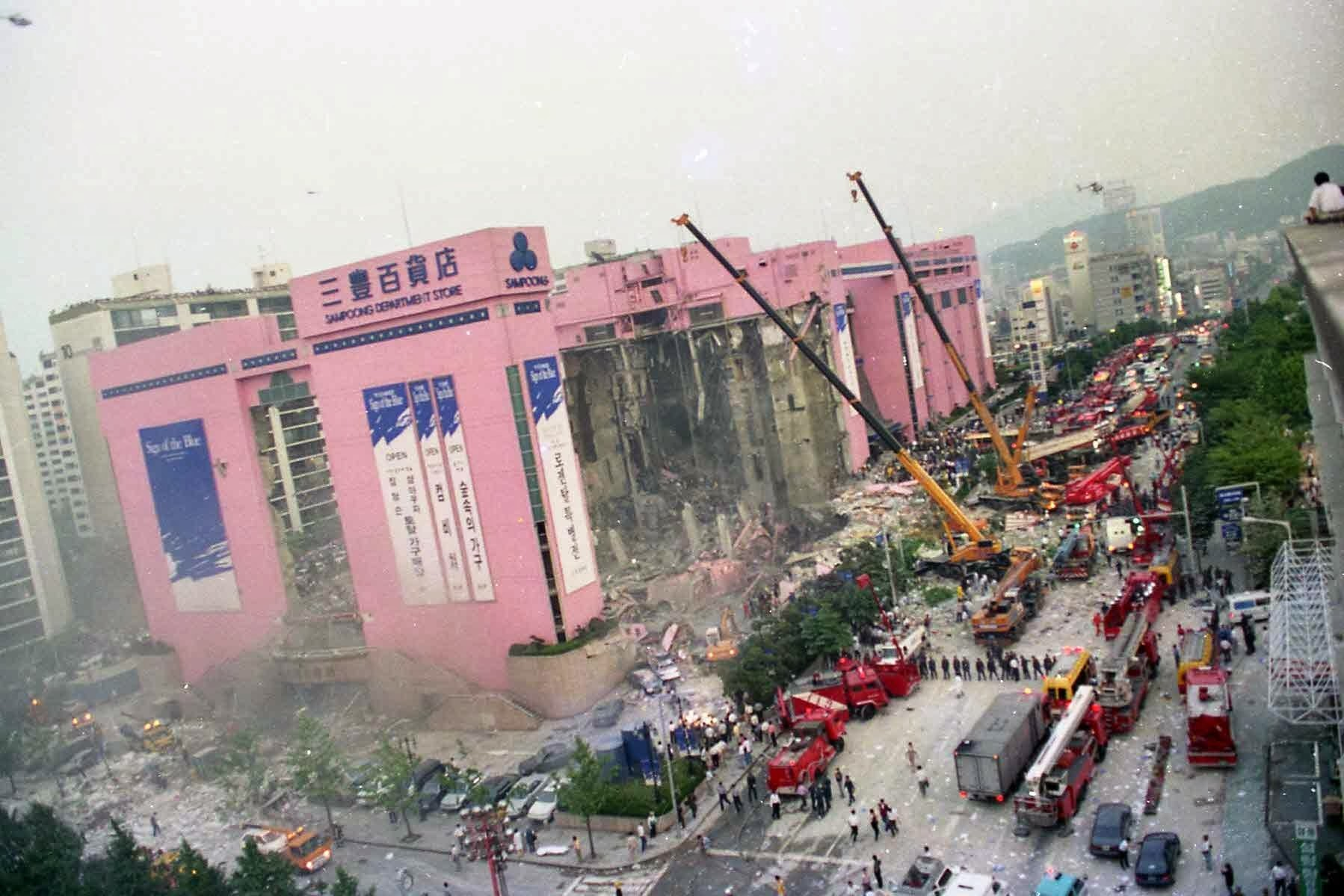
Kolaps budovy

Když se toho dne v 17:50 hodin v budově ozvalo další, hlasitější praskání nebo výbuchy, zaměstnanci vyhlásili poplach a požádali zákazníky, aby budovu opustili. V té době se zde pohybovalo odhadem více než 2000 lidí. Kolem 17:55 hodin střešní konstrukce povolila a klimatizační jednotky spadly na již přetížené páté patro, což způsobilo řetězovou reakci (dominový efekt). Padající zátěž nemohla udržet podlaha pod ní, a to i proto, že některé podpůrné betonové sloupy byly oslabeny instalací eskalátorů, které nebyly v původním návrhu, neboť mělo jít o kancelářskou/rezidenční budovu (více v kapitole Šetření a důvody kolapsu). V průběhu necelých 20 sekund se proto všechna patra severního křídla postupně zřítila až k zemi. V troskách zůstalo uvězněno více než 1500 lidí, z toho více než 500 lidí zahynulo (více v kapitole níže). Škody na majetku byly později vyčísleny na 270 miliard jihokorejských wonů (asi 216 milionů amerických dolarů).

## Záchranné práce
První záchranáři byli na místě nehody do osmi minut. Převoz zraněných nebo traumatizovaných osob do nemocnic byl kvůli dopravní špičce obtížný. Na záchranu byly proto vyslány i vrtulníky. Někteří lidé byli viděni, jak se krátce po zřícení přehrabují v sutinách a snaží se ukrást nějaké zboží. Ještě toho dne dorazí na místo prvních 30 bagrů a jeřábů a do boje s časem se pouští asi tisícovka záchranářů.
Následujícího dne dorazí další těžká odklízecí technika a vyproštěno je doposud 200 živých lidí. Celkem asi na 3000 záchranářů (hasičů, policistů a vojáků) prohledávalo hromadu trosek a snažilo se vyprostit další přeživší. Záchrany se zúčastnilo také stovky dobrovolníků a rovněž pracovní tým z dolu, aby přispěl svými odbornými znalostmi při vyprošťování. Protože však hrozilo zřícení dalších částí budovy a v nebezpečí se ocitli i samotní záchranáři, odpovědné úřady oznámily, že z těchto důvodů záchranné práce zastaví. Nicméně po masivních protestech, zejména ze strany přátel a příbuzných pohřešovaných osob se úředníci rozhodli pokračovat v hledání přeživších, když hned třetí den ráno stojící části budovy zajistili lany. Se záchranou pomohla i jihokorejská telekomunikační společnost Korea Telecom, která každou půlhodinu vyslala signál, na něhož měly reagovat mobilní telefony nebo pagery, které mohli mít u sebe uvěznění přeživší.

V prvních několika dnech hasiči vylévali na sutiny vodu, aby potlačily linoucí se toxický kouř z hořících aut rozdrcených v podzemních garážích, neboť se obávali, že by mohl udusit nebo otrávit přeživší. Voda byla pro některé spásou, pro jiné zabijákem, neboť se v důsledku toho někteří z nich utopili. Po pěti dnech je odstraněno téměř 21 tisíc tun trosek. Zhruba po týdnu se záchranáři soustředili prakticky už jen na odstraňování hromady sutin, ale stále se pečlivě kontrolovalo, zda se pod troskami nenacházejí nějaká těla obětí. Pouhé dva dny po zřícení byli někteří úředníci přesvědčeni o tom, že tragédii nemohl už nikdo další přežit. Nicméně i týden po kolapsu bylo vyproštěno hned několik přeživších, z nichž někteří měli jen lehká zranění; dne 9. července byl zachráněn 21letý student, 11. července 18letá žena a 15. července (tedy za 16 dní po kolapsu) poslední přeživší 19letá zaměstnankyně obchodního domu.

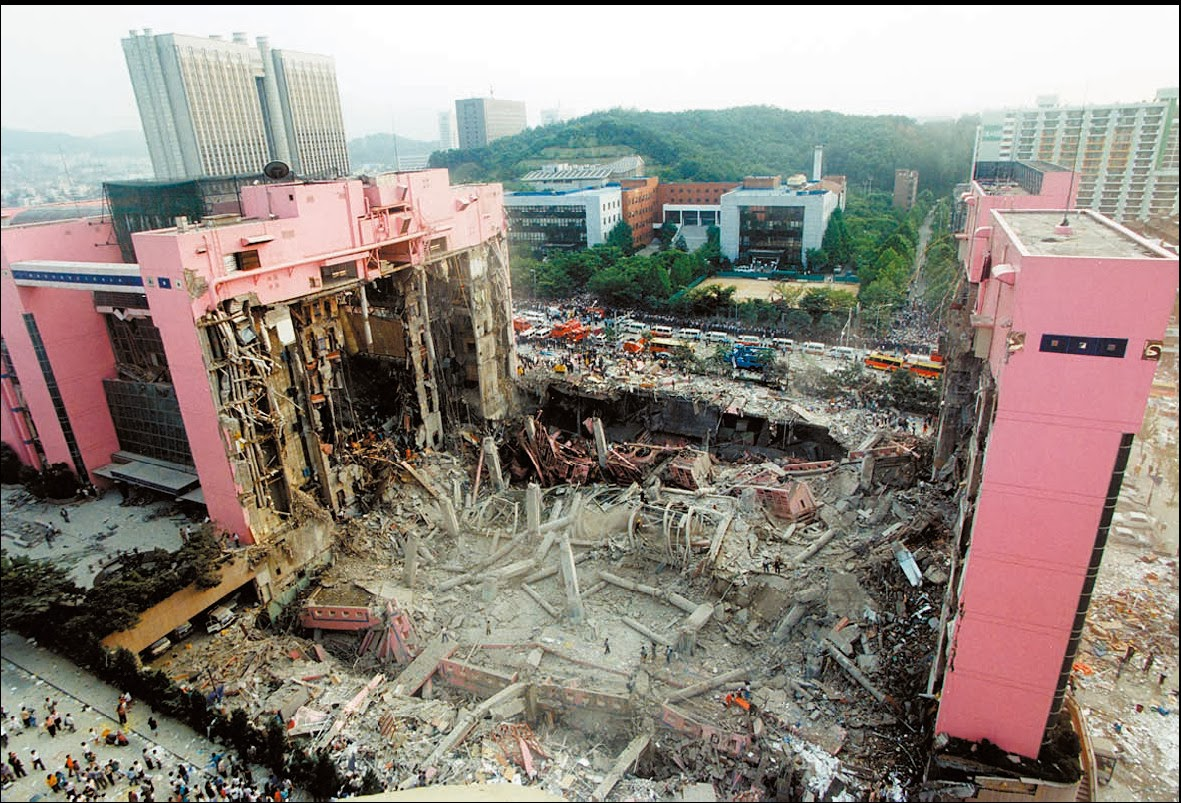
Boční pohled na zřícenou část budovy
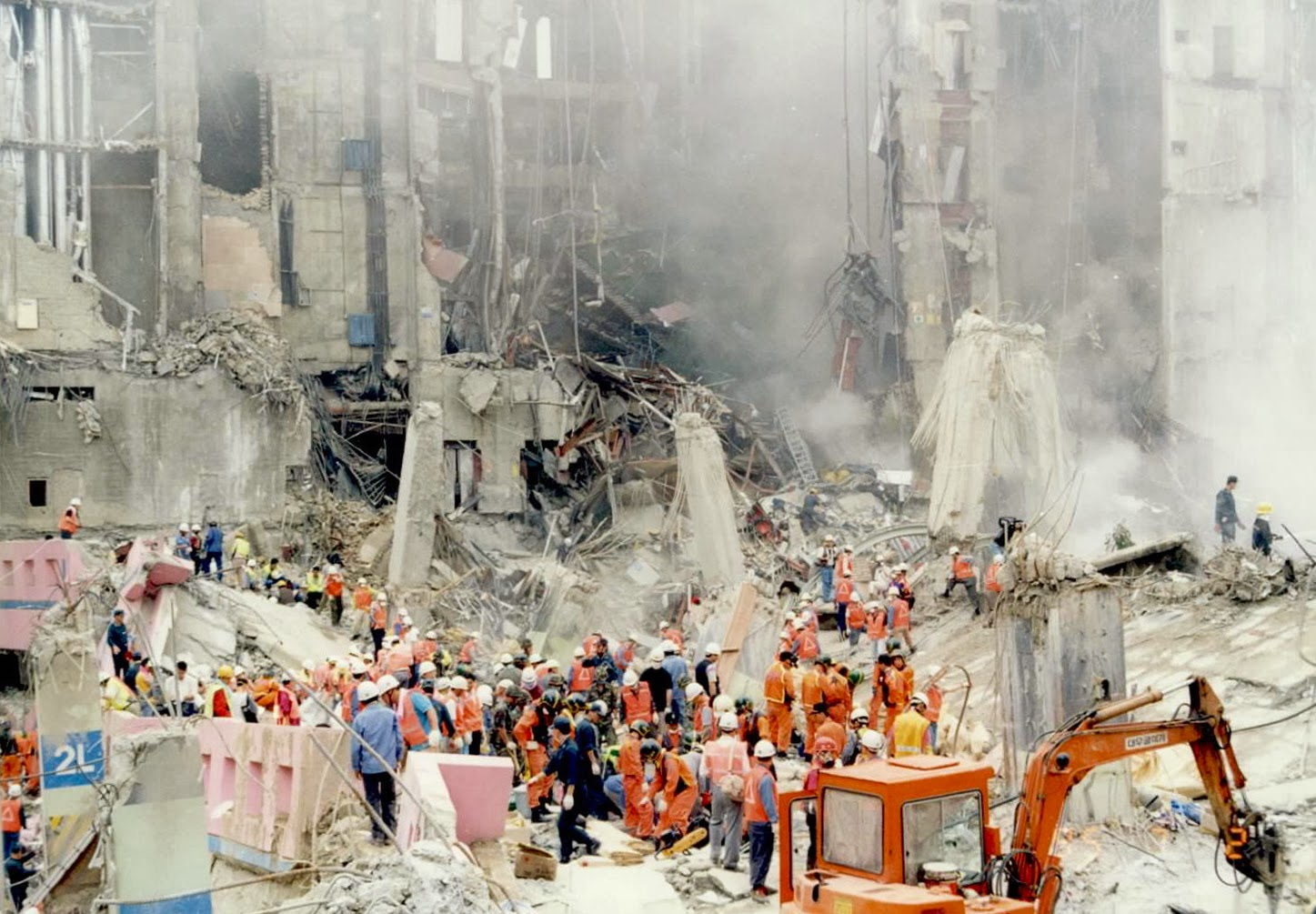
Záchranáři u hromady trosek
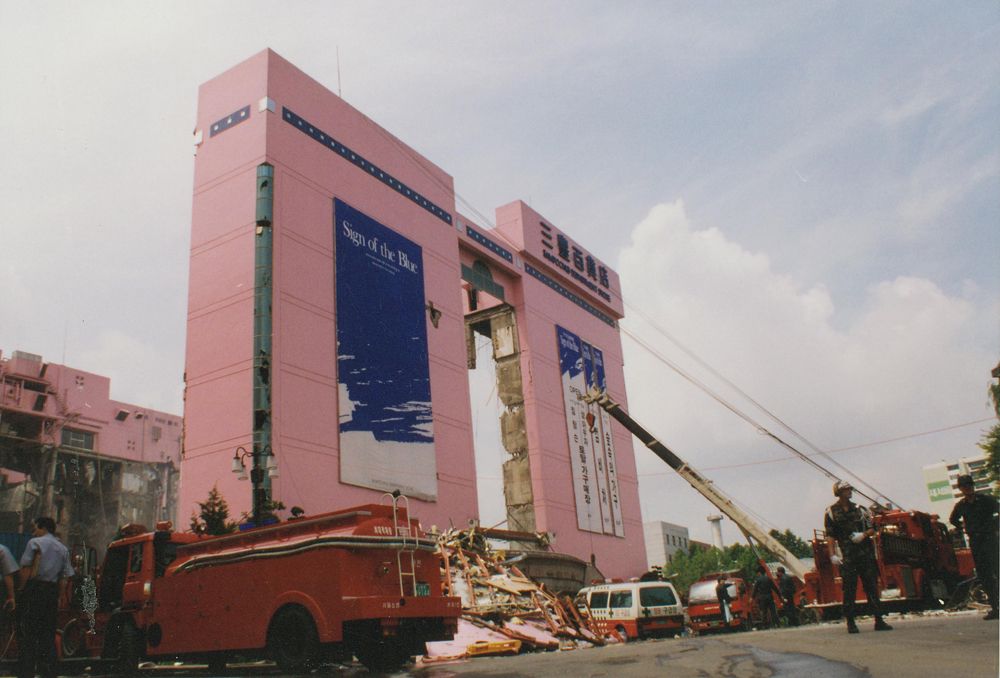
Zabezpečení nezřícené ale destabilizované části budovy
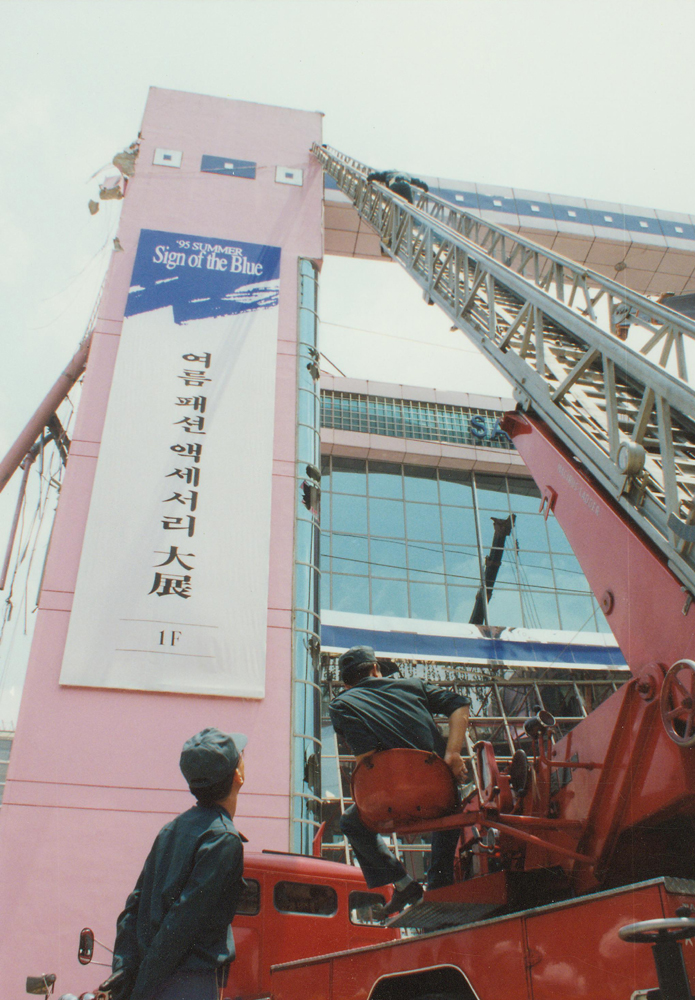
Záchranné operace
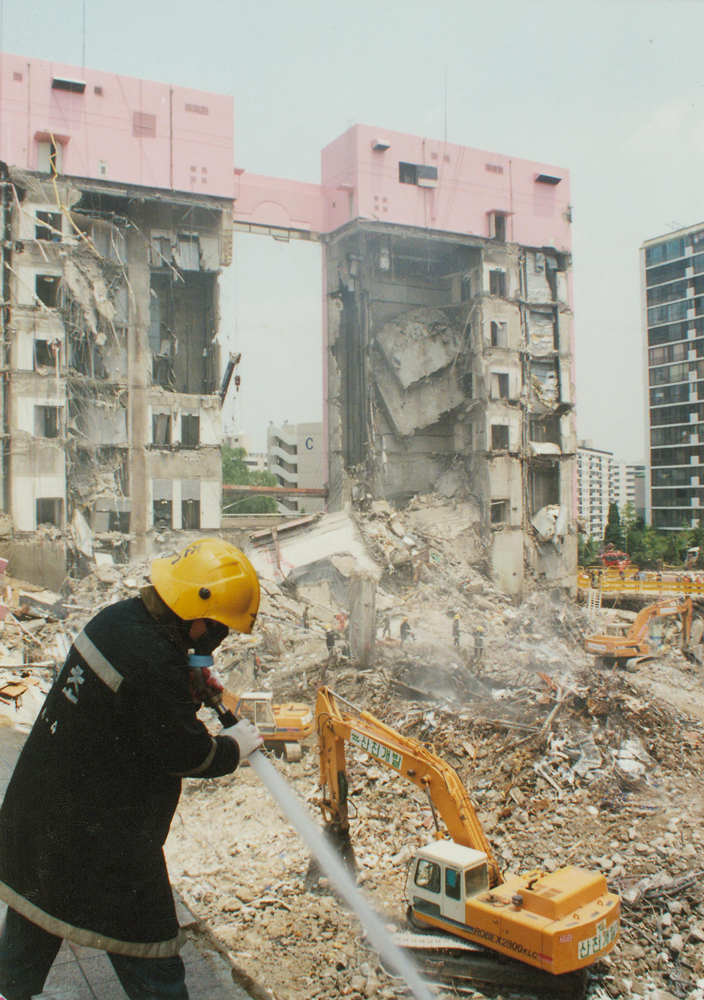
Odklízení trosek

### Oběti
Vinou zřícení zahynulo 502 lidí, z toho 369 žen/dívek a 106 mužů/chlapců ve věku od 10 do 40 let. Většina obětí zahynula v důsledku rozdrcení, otravy oxidem uhelnatým nebo udušení (nedostatku vzduchu). Dalších 937 osob utrpělo různě závažné zranění. Šest osob zůstalo nezvěstných. Svým rozsahem jde o nejtragičtější nehodu v historii Jižní Koreje (tedy od roku 1946). Šlo také o nejtragičtější pád budovy v historii lidstva, do útoku na Světové obchodní centrum v roce 2001 a zřícení budovy Rana Plaza v Bangladéši v roce 2013.

## Šetření a důvody kolapsu
Vyšetřování vedl profesor Čong Lan z jihokorejské Dankook University. První spekulace o příčině nehody ukazovaly na výbuch plynu, ale tomu neodpovídal velký rozsah škod (resp. sesuvu) a naopak velmi malý požár, ke kterému došlo kvůli vozům pohřbeným pod troskami. Diskutovalo se také o teroristickém útoku a nastražené bombě, ale tomu neodpovídalo pole trosek, které by jinak byly vymrštěny daleko od budovy, nehledě na to, že se nenašly žádné důkazy o přítomnosti výbušnin. Další odborníci měli podezření, že příčinou byl nestabilní terén, na kterém budova stála. Průzkum trosek však brzy odhalil, že svou roli sehrála nekvalitní betonová směs cementu a záměsové vody společně s nevhodně zvolenou železobetonovou konstrukcí, ačkoli některé zdroje tvrdí, že minimálně betonová směs byla v pořádku.
Podle výkresů měly mít některé hlavní betonové sloupy na čtvrtém a pátém podlaží průměr 60 cm namísto požadovaných 80 cm, aniž by se změnilo umístění těchto sloupů (např. blíže k sobě) nebo jejich počet, a mělo je navíc zesílit 16 ocelových tyčí (výztuž), ale instalováno bylo pouze osm, což nakonec značně snížilo nosnost podlah, které podpíraly. Ke zřícení přispěla i následná instalace bezpečnostních opatření. Aby se zabránilo případnému šíření požáru z patra do patra, byly kolem všech eskalátorů postaveny ochranné stěny. Za tímto účelem stavitelé narušili některé betonové sloupy, čímž je nebezpečně oslabili. Všechny tyto faktory, včetně přístavby pátého patra s restauracemi a jejich vybavením, přispěly ke zřícení budovy.
Přestože bylo původně plánované zatížení značně překročeno, budova vydržela stát pět let. To, co nakonec způsobilo její zřícení, byl klimatizační systém na střeše a následná manipulace s klimatizačními jednotkami. V roce 1993 správa obchodního domu nechala těžké klimatizační jednotky o hmotnosti 15 tun (dohromady 45 t) na popud nespokojených hostů, které rušil jejich hluk, přemístit na východní stranu budovy, ale pouze s pomocí vozíku s pojezdovými kolečky namísto jeřábu, což destabilizovalo povrch střechy, načež se kolem nosných sloupů, zejména u sloupu značeném E5, vytvořily praskliny. Dalším problémem byly vibrace. Když byla klimatizace během posledních dvou let v provozu, trhliny se postupně zvětšovaly. Ačkoli byl systém v den katastrofy vypnut, konstrukce budovy byla poškozena natolik, že již povolila a došlo tak ke zřícení silně namáhaného severního křídla budovy.

## Viníci, tresty a kompenzace
Majitel budovy, 73letý I Čun, byl v trestním řízení shledán vinným z usmrcení z nedbalosti a korupce, načež byl odsouzen k deseti a půl letům vězení. Jeho syn, 42letý generální manažer obchodních domů I Han-sang, byl za totéž soudem odsouzen k sedmi letům vězení. Dvanáct městských úředníků, kteří na stavbu dohlíželi, bylo shledáno vinnými z úplatkářství, schvalování a zatajování nezákonných úprav a nedbalého stavebního provedení. Dále byla odsouzena řada dalších manažerů obchodních domů Sampoong a dceřiné stavební společnosti odpovědné za dostavbu budovy.
Rodiny obětí požadovaly nejprve v průměru 361 tisíc amerických dolarů pro každou z nich. Město Soul, které zastupovalo majitele obchodu, nabídlo maximálně 200 milionů jihokorejských wonů (asi 220 tisíc nebo 257 400 amerických dolarů) za každou oběť, a argumentovalo tím, že majitel si nemůže dovolit více.
Dva měsíce po tragédii předložili I Čun a jeho syn I Han-sang společně podepsané memorandum, v němž se vzdali veškerého svého majetku jako odškodnění, načež společnost Sampoong Group přestala existovat.
Urovnání se nakonec týkalo 3293 případů a šlo o celkovou sumu 376 miliard jihokorejských wonů (přibližně 300 milionů amerických dolarů). Poslední částky byly vyplaceny v roce 2003.

## Dopad na širokou veřejnost
Katastrofa, za níž stála korupce a nedbalost odpovědných úřadů, vedla k rozhořčení, masivním demonstracím, strachu a skepsi vůči stavbám postaveným v 80. a 90. letech 20. století. Na nátlak veřejnosti vláda města Soulu zkontrolovala konstrukce budov po celé zemi a výsledky byly velmi znepokojivé. Zjistilo se, že každá sedmá budova má vážné problémy se statikou (až 14 %), každá pátá vyžaduje nějaké úpravy (80 %) a pouze každá padesátá budova splňuje bezpečnostní normy státu (pouhé 2 %). Na základě toho byly provedeny rekonstrukce nebo nutné úpravy u stávajících budov a zavedeny nové předpisy, které mají zajistit bezpečnost budoucích staveb v Jižní Koreji.

## Památník a současnost

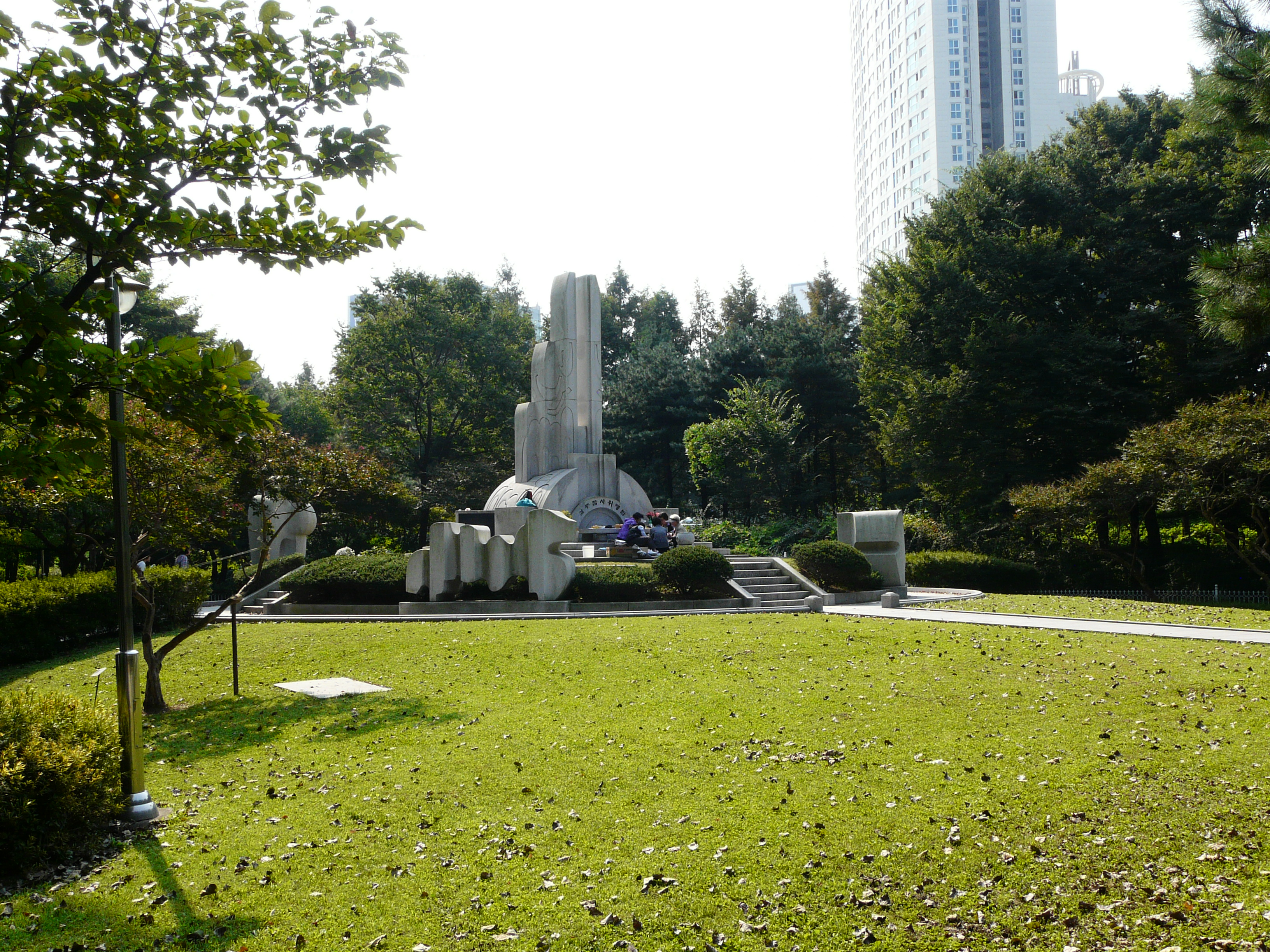
Památník obětem v městském parku Yangjae

Zanedlouho po katastrofě byly trosky odstraněny, do roku 1998 zbytek budovy kompletně rozebrán a do roku 2000 zůstal pozemek opuštěný. Rodiny obětí požadovaly, aby byl na pozemku postaven památník, ale správa městské čtvrti v Soulu s tímto nesouhlasila a přenechala konečné rozhodnutí vládě Soulu. Památník byl nakonec postaven v městském parku Yangjae, vzdáleném čtyři kilometry od místa neštěstí, a pozemek byl prodán soukromé společnosti. Na místě tragédie se nyní nachází luxusní rezidenční komplex Daesang Acrovista (též Acrovista Apartments), jehož výstavba byla zahájena v roce 2001 a dokončena roku 2004.
Dvanáct metrů vysoký mramorový památník navrhl profesor a sochař Kim Pong-gu z Ewha Womans University a jako odškodnění obětem jej zafinancovala společnost Sampoong Group.